# SpeedStep
SpeedStep è una tecnologia sviluppata da Intel per ridurre il consumo dei suoi processori.

Inizialmente implementata solo nei processori del settore mobile destinati all'impiego in computer portatili (Pentium III-M, Pentium 4-M, Mobile Pentium 4 e Pentium M), è stata poi migliorata diventando Enhanced SpeedStep Technology (EIST) ed inserita anche nei processori del settore desktop con i Pentium 4 Prescott serie 6xx e Pentium D, oltre che in quelli del settore server con gli Xeon DP Irwindale.

## Funzionamento
Grazie all'impiego delle tecnologie Enhanced Speedstep, Deep Sleep e Deeper Sleep la frequenza di clock del processore viene variata in ogni momento, in funzione del tipo di carico di lavoro che viene richiesto dal processore. Oltre alla frequenza di clock, viene adeguato anche il voltaggio del core.
La frequenza di lavoro viene variata tra 2 valori prestabiliti, riuscendo a bilanciare consumo e potenza di calcolo disponibile in uno spettro più ampio di possibilità. In alcuni processori AMD con analoga tecnologia la frequenza può variare in un intervallo di valori maggiore; anche Intel ha analizzato in dettaglio la possibilità di variare la frequenza di clock della propria cpu Pentium 4-M in modo non discreto tra due valori prestabiliti ma continuo tra due estremi, i test interni hanno però evidenziato come il continuo passaggio da una frequenza all'altra, su uno spettro di valori maggiori di due, se da una parte permette un considerevole risparmio energetico rispetto al mantenere fissa la frequenza di clock, dall'altra introduce ulteriori variabili che non permettono di ottenere la piena ottimizzazione del consumo, raggiungibile secondo Intel fissando due sole frequenze di clock e intervenendo, dinamicamente, ad aumentare e diminuire il voltaggio del core a seconda del tipo di potenza di calcolo richiesta.

## Foxton
Nel 2005 Intel fece alcune rivelazioni riguardanti l'evoluzione della tecnologia SpeedStep, la nuova tecnologia doveva prendere il nome di Foxton ed essere integrata nei processori dual core e nei processori single core della famiglia Xeon.
Tale tecnologia poteva governare il voltaggio e la frequenza del processore, adattandosi alle esigenze del sistema, con 32 passi da 12,5 millivolt per la tensione e 64 passi per quanto riguarda la frequenza operativa. Questa tecnologia in seguito è stata abbandonata.